# 米哈尔·西科拉
米哈尔·西科拉（捷克語：Michal Sýkora，1973年7月5日—），捷克男子冰球运动员，场上位置是后卫。他曾代表捷克国家队参加2002年冬季奥林匹克运动会冰球比赛，获得第五名。